# Bitwa pod Nájera
Bitwa pod Nájera (lub Bitwa pod Navarrete) – bitwa rozegrana 3 kwietnia 1367 roku między pretendentami do tronu Kastylii: Piotrem I Okrutnym i jego przyrodnim bratem, Henrykiem II Trastámara. Bitwa była częścią I kastylijskiej wojny domowej. Po stronie Piotra I stanęła armia w przeważającej części angielska i gaskońska dowodzona przez Edwarda zwanego Czarnym Księciem i Jana z Gandawy, choć w jej skład weszli także jego miejscowi stronnicy. Wojska Henryka II złożone były z oddziałów kastylijskich i francuskich.
Obecność obcych wojsk była spowodowana zabiegami obydwu kandydatów do korony królewskiej. Henryk II popierany był przez Aragonię i Francję. Zaś Piotr I uzyskał poparcie Anglików, którzy liczyli na zdobycie bogactw a także obawiali się przekształcenia Kastylii w sojusznika Walezjuszów z którymi toczyli wojnę stuletnią. Sprzymierzeńcem Piotra był także Jakub IV, pretendent do tronu królestwa Majorki, który znajdował się w konflikcie z Aragończykami, obstającymi przy Henryku II. 
W 1366 roku Piotr I zbiegł z Kastylii przed przeważającymi siłami swego brata i poszukując pomocy udał się do Gaskonii, w której rezydował Czarny Książę. Ten licząc na łupy i poszerzenie angielskich wpływów zdecydował się na poparcie uciekiniera. Rok później anglo-gaskońska armia wyruszyła z Akwitanii na półwysep Iberyjski. Wojska przekroczyły rzekę Ebro w okolicach miasta Logroño i opanowały fortyfikacje Navarrete. Siły Henryka II, liczące około 60 000 ludzi znajdowały się w okolicach pobliskiego Nájera, toteż podjęto decyzję o wyruszeniu w stronę tego miasta. Bertrand du Guesclin, jeden z dowodzących oddziałami francusko-kastylijskimi, sprzeciwiał się przyjmowaniu otwartej bitwy, jednak nie posłuchano jego rad. 3 kwietnia obydwie armie stanęły naprzeciw siebie i doszło do walki.
Angielski łucznicy szybko zdominowali swoich francuskich odpowiedników. Jazda kastylijska, z powodu ciężkich strat zadanych przez Anglików, musiała się wycofać. Zaraz potem armia Piotra I zaatakowały pozycje przeciwnika, zadając mu ciężkie straty. Z powodu silnego ostrzału i naporu wojsk anglo-gaskońskich Kastylijczycy i Francuzi, totalnie rozbici, rzucili się do ucieczki. Jednym z uciekających był Henryk II. Mniej szczęścia miał Du Guesclin, którego pojmano. Bitwa po raz kolejny dowiodła wyższości angielskiego sposobu wojowania. Zwycięstwo nie zapewniło jednak większych korzyści Piotrowi Okrutnemu, gdyż nie stać go było na dalsze opłacanie wojsk Czarnego Księcia, które szybko powróciły do Gaskonii. Dwa lata później to Henryk II zatriumfował, zabijając przyrodniego brata po zwycięskiej bitwie pod Montiel.